# Leptosphaeria coniothyrium
Leptosphaeria coniothyrium är en svampart som först beskrevs av Karl Wilhelm Gottlieb Leopold Fuckel, och fick sitt nu gällande namn av Pier Andrea Saccardo 1875. Leptosphaeria coniothyrium ingår i släktet Leptosphaeria och familjen Leptosphaeriaceae.   Inga underarter finns listade i Catalogue of Life.
I den svenska databasen Dyntaxa används istället namnet Kalmusia coniothyrium för samma taxon.  Arten är reproducerande i Sverige.